# Brooke Vincent
Pour les articles homonymes, voir Vincent.
Brooke Vincent est une actrice britannique née le 4 juin 1992 en Angleterre à Audenshaw dans le Grand Manchester. 
Elle est notamment connue pour son rôle de Sophie Webster (en) dans la série télévisée Coronation Street.

## Filmographie
télévision
- 2004-2015 : Coronation Street : Sophie Webster (en)
- 2014 : Tricked
- 2006 : Soapstar Superstar
- 2002 : The League of Gentlemen

cinéma
- 2008 : Coronation Street: Out of Africa : Sophie Webster (en)